# Canton de Blanzac-Porcheresse
Le canton de Blanzac-Porcheresse est une ancienne division administrative française, située dans le département de la Charente et la région Nouvelle-Aquitaine.

## Administration: conseillers généraux de 1833 à 2015
| Période | Période          | Identité                                              | Étiquette           | Qualité |
| ------- | ---------------- | ----------------------------------------------------- | ------------------- | --- |
| 1833    | 1852             | Jean Tilliard                                         |                     | Notaire, propriétaire Maire de Blanzac (1830-1848)                                                                           |
| 1852    | 1864 (décès)     | Eugène Bardy-Delisle                                  |                     | Président du tribunal de première instance d'Angoulême puis conseiller à la Cour impériale de Bordeaux                       |
| 1864    | 1878 (démission) | Laurent-Adhémar Sazerac de Forge (1821-1878)          | Droite              | Négociant Président du Tribunal de Commerce d'Angoulême, propriétaire du Logis de Forge à Mouthiers                          |
| 1879    | 1888 (décès)     | Paul Sazerac de Forge (1824-1888)                     | Droite              | Maire d'Angoulême (1864-1870), propriétaire à Mouthiers                                                                      |
| 1888    | 1892             | Henri Sazerac de Forge (1841-1911, fils du précédent) | Droite              | Préfet de la Nièvre de 1873 à 1875, propriétaire à Mouthiers                                                                 |
| 1892    | 1904             | Adolphe Cagnion                                       | Républicain         | Propriétaire du château de Saint-André à Blanzac Négociant en eaux-de-vie                                                    |
| 1904    | 1910             | Théophile Pillot                                      | Républicain Libéral | Médecin, maire de Pérignac                                                                                                   |
| 1910    | 1919             | Angel Guillot                                         | Républicain         | Distillateur Maire de Blanzac (1903-1919)                                                                                    |
| 1919    | 1927 (décès)     | Adrien Chillaud (1868-1927)                           | Républicain Libéral | Industriel à la laiterie de Claix Président de la Chambre d'agriculture de Charente                                          |
| 1928    | 1940             | Edouard Bouet                                         | Rad.ind.            | Directeur de cabinet de contentieux Maire de Plassac-Rouffiac Directeur du Petit Cagouillard                                 |
|         |                  |                                                       |                     | |
| 1945    | 1976             | Émilien Tardat (1903-1987)                            | MRP puis CD         | Epicier Maire de Blanzac (1942-1977)                                                                                         |
| 1976    | 1982             | Jacques Péraud (1916-1993)                            | DVD                 | Maire de Pérignac |
| 1982    | 2001             | Philippe Arnaud                                       | UDF-CDS             | Chef d'exploitation agricole Maire de Blanzac-Porcheresse (1979-2008) Sénateur (1996-2008) Vice-Président du Conseil Général |
| 2001    | 2015             | François Lucas                                        | DVD puis UMP        | Agriculteur à Mouthiers-sur-Boëme Président de la Coordination Rurale de 1999 à 2010                                         |

## Conseillers d'arrondissement de 1833 à 2015
| Période      | Période          | Identité                        | Étiquette          | Qualité |
| ------------ | ---------------- | ------------------------------- | ------------------ | --- |
| 1833         | 1864             | Jacques Guimberteau (1795-1871) |                    | Propriétaire à la Dourville, maire d'Aubeville                                                              |
| 1864         |                  | Antoine Jules Chassain          |                    | Receveur de l'enregistrement en disponibilité, propriétaire à Blanzac                                       |
|              |                  |                                 |                    | |
| avant 1871   | 1901             | Adrien Chassériaux              | Droite monarchiste | Notaire, maire de Mouthiers                                                                                 |
| 1901         | 1907             | Angel Guillot                   | Républicain        | Distillateur, maire de Blanzac (1903-1919)                                                                  |
| 1907         | 1910 (démission) | René Castaigne (1868-1947)      | Droite             | Négociant et propriétaire à Bassac, Président du Secours mutuel                                             |
| 28 août 1910 | 1925             | Jean Siret                      | Républicain        | Maire de Champagne-de-Blanzac                                                                               |
| 1925         | 1932 (démission) | André Ducloud                   | RG                 | Négociant en eaux-de-vie, maire de Jurignac                                                                 |
| 1932         | 1937             | Léon Vincent                    | Radical            | Agriculteur à Péreuil, Président du comice agricole de Blanzac                                              |
| 1937         | 1940             | Henri Tabuteau                  | PAPF               | Agriculteur, conseiller municipal de Mouthiers                                                              |
| 1940         |                  |                                 |                    | Les conseils d'arrondissement ont été suspendus par la loi du 12 octobre 1940 et n'ont jamais été réactivés |

Sources : Journal "La Charente" https://gallica.bnf.fr/ark:/12148/cb32740226x/date&rk=21459;2.

## Composition
- Aubeville
- Bécheresse
- Bessac
- Blanzac-Porcheresse
- Chadurie
- Champagne-Vigny
- Claix
- Cressac-Saint-Genis
- Étriac
- Jurignac
- Mainfonds
- Mouthiers-sur-Boëme
- Péreuil
- Pérignac
- Plassac-Rouffiac
- Saint-Léger
- Voulgézac

## Démographie
| 1975  | 1982  | 1990  | 1999  | 2006  | 2011  | 2012  |
| ----- | ----- | ----- | ----- | ----- | ----- | ----- |
| 6 739 | 7 058 | 7 672 | 7 573 | 7 989 | 8 461 | 8 563 |